# Гаусер (Айдахо)
Гаусер (англ. Hauser) — місто в окрузі Кутенай, штат Айдахо, США. Згідно з переписом 2010 року населення становило 678 осіб, що на 10 осіб більше, ніж 2000 року.

## Географія
Гаусер розташований за координатами 47°46′5″ пн. ш. 117°0′50″ зх. д. / 47.76806° пн. ш. 117.01389° зх. д. (47.768132, -117.013785).  За даними Бюро перепису населення США в 2010 році місто мало площу 2,44 км², уся площа — суходіл.

## Демографія

### Перепис 2010 року
За даними перепису 2010 року, у місті проживало 678 осіб у 302 домогосподарствах у складі 190 родин. Густота населення становила 278,5 ос./км². Було 326 помешкань, середня густота яких становила 133,9/км². Расовий склад міста: 94,5% білих, 0,3% афроамериканців, 1,0% індіанців, 0,4% азіатів, 0,1% тихоокеанських остров'ян, 0,3% інших рас, а також 3,2% людей, які зараховують себе до двох або більше рас. Іспанці та латиноамериканці незалежно від раси становили 2,1% населення.
Із 302 домогосподарств 26,5% мали дітей віком до 18 років, які жили з батьками; 48,7% були подружжями, які жили разом; 9,9% мали господиню без чоловіка; 4,3% мали господаря без дружини і 37,1% не були родинами. 28,1% домогосподарств складалися з однієї особи, у тому числі 6,6% віком 65 і більше років. У середньому на домогосподарство припадало 2,25 мешканця, а середній розмір родини становив 2,72 особи.
Середній вік жителів міста становив 44,2 року. Із них 19,8% були віком до 18 років; 6,5% — від 18 до 24; 25,4% від 25 до 44; 35,8% від 45 до 64 і 12,5% — 65 років або старші. Статевий склад населення: 49,1% — чоловіки і 50,9% — жінки.
Середній дохід на одне домашнє господарство  становив 49 489 доларів США (медіана — 42 750), а середній дохід на одну сім'ю — 53 631 долар (медіана — 44 000). За межею бідності перебувало 22,0 % осіб, у тому числі 26,1 % дітей у віці до 18 років та 6,6 % осіб у віці 65 років та старших.
Цивільне працевлаштоване населення становило 342 особи. Основні галузі зайнятості: освіта, охорона здоров'я та соціальна допомога — 16,1 %, виробництво — 14,9 %, роздрібна торгівля — 14,0 %.

### Перепис 2000 року
За даними перепису 2000 року, у місті проживало 668 осіб у 273 домогосподарствах у складі 197 родин. Густота населення становила 278,5/км². Було 296 помешкань, середня густота яких становила 333,8 128,4/км². Расовий склад міста: 95,36% білих, 1,20% індіанців, 0,30% азіатів і 3,14% людей, які зараховують себе до двох або більше рас. Іспанці та латиноамериканці незалежно від раси становили 2,25% населення.
Із 273 домогосподарств 32,6% мали дітей віком до 18 років, які жили з батьками; 57,9% були подружжями, які жили разом; 9,5% мали господиню без чоловіка, і 27,8% не були родинами. 20,5% домогосподарств складалися з однієї особи, у тому числі 5,1% віком 65 і більше років. У середньому на домогосподарство припадало 2,45 мешканця, а середній розмір родини становив 2,83 особи.
Віковий склад населення: 24,3% віком до 18 років, 8,1% від 18 до 24, 31,6% від 25 до 44, 27,2% від 45 до 64 і 8,8% років і старші. Середній вік жителів — 36 років. Статевий склад населення: 48,8 % — чоловіки і 51,2 % — жінки.
Середній дохід домогосподарств у місті становив $30 268, родин — $32 344. Середній дохід чоловіків становив $30 000 проти $21 125 у жінок. Дохід на душу населення в місті був $15 085. Приблизно 10,3% родин і 10,6% населення перебували за межею бідності, включаючи 13,0% віком до 18 років і 12,5% від 65 і старших.